# كامل أباد (مراغة)
كامل‌ أباد هي قرية في مقاطعة مراغة، إيران. عدد سكان هذه القرية هو 637 في سنة 2006.